# Руднова, Зоя Николаевна
Зоя Николаевна Руднова (19 августа 1946 года, Москва, РСФСР, СССР — 12 марта 2014 года, там же) — советская спортсменка, игрок в настольный теннис, двукратная чемпионка мира, 10-кратная чемпионка Европы и рекордсменка по числу золотых медалей чемпионатов Европы. Мастер спорта СССР (1962). Заслуженный мастер спорта СССР (1969).

## Биография
Первый тренер — Сергей Шпрах. Завершила карьеру в 1978 году. Преподавала настольный теннис в одной из московских спортивных школ.
Скоропостижно скончалась 12 марта 2014 года на 68-м году жизни.
Похоронена 15 марта 2014 года на Митинском кладбище в Москве (уч. 49).
В музее РГУФКСМИТ действует экспозиция, посвящённая Зое Рудновой. На экспозиции представлены награды Зои Рудновой и фотографии спортсменки.

## Спортивные достижения
В сборной СССР с 1961 года.
Чемпионат мира
- Чемпионка мира в парном разряде вместе со Светланой Фёдоровой-Гринберг (1969)
- Чемпионка мира в командном разряде (1969)
- Вице-чемпионка мира в командном разряде (1967)
- Бронзовый призёр в одиночном разряде (1967)
- Бронзовый призёр в парном разряде в паре со Светланой Гринберг (1967)
- Бронзовый призёр в миксте в паре с Анатолием Амелиным (1967)

Чемпионат Европы
- Одиночный разряд : дважды чемпионка Европы (1970, 1972), серебряный призёр (1968), дважды бронзовый призёр (1964, 1974).
- Парный разряд: золотая медаль с С. Гринберг (1970), серебряная медаль с С. Гринберг (1968), две бронзовые медали с С. Гринберг и А. Гедрайтите (1972, 1974, соответственно)
- Микст: четырёхкратная чемпионка в паре с С. Гомозковым (1968, 1970, 1972, 1974)
- Командные соревнования: две золотые медали (1970, 1974), серебряная медаль (1968), бронзовая медаль (1972).

В 1970 году стала первой в истории европейского настольного тенниса абсолютной чемпионкой континента.
Личные чемпионаты СССР (1962—1974 гг.)
Золотые медали: одиночный разряд (1963, 1965, 1967, 1968, 1971, 1972, 1973, 1974); парный разряд с С. Гринберг (1963, 1965, 1971, 1972), с Л. Балайшите (1966), с А. Гедрайтите (1973); микст с Г. Авериным (1964, 1965, 1966), с С. Гомозковым (1969, 1971, 1972, 1973, 1974).
Чемпионаты других стран
- В течение 10 лет завоевано 40 золотых, 10 серебряных и 15 бронзовых медалей в открытых чемпионатах Венгрии, Югославии, Чехословакии, ГДР, Англии, Австрии, Уэльса, ФРГ, Румынии, Болгарии, Финляндии, Нидерландов, Польши, Скандинавии.
- Победительница в составе сборной СССР в двух первых розыгрышах Европейской лиги (1967, 1968)[11].